# Franz Christen
Franz Christen (cca 1815 – 8. listopadu 1877 Rokytnice v Orlických horách) byl rakouský politik německé národnosti z Čech, poslanec Českého zemského sněmu a starosta Rokytnice v Orlických horách.

## Biografie
Byl starostou města Rokytnice v Orlických horách. V roce 1869 mu město udělilo titul čestného občana. Byl tehdy starostou města a předsedou školského výboru v Rokytnici. Byl majitelem domu čp. 14.
V 60. letech se zapojil i do vysoké politiky. V doplňovacích volbách v září 1869 byl zvolen na Český zemský sněm, kde zastupoval kurii venkovských obcí, obvod Žamberk, Rokytnice, Králíky.
Zemřel v listopadu 1877 ve věku 62 let. Příčinou úmrtí byl zápal plic.